# Antocha (Orimargula) papuensis
Antocha (Orimargula) papuensis is een tweevleugelige uit de familie steltmuggen (Limoniidae). De soort komt voor in het Australaziatisch gebied.